# Телебачення BBC
Телебачення BBC (англ. BBC Television) є службою Британської мовної корпорації. Корпорація, яка працює у Великій Британії з 1927 року, випускає телевізійні програми з 1932 року, хоча початок його регулярного обслуговування телевізійних трансляцій — 2 листопада 1936.

## Телеканали
- BBC One
- BBC Two
- BBC Three
- BBC Four
- BBC News
- BBC Parliament
- CBBC
- CBeebies